# Przewyższenie (różnica wysokości)
Przewyższenie – różnica wysokości między dwoma punktami.
Wielkości tej używa się np. w narciarstwie do określenia rozciągłości pionowej stoku narciarskiego, która w połączeniu z długością trasy, daje pojęcie o stromiźnie danej trasy. W podobnym znaczeniu używa się tego określenia w zlotach paralotniarskich.
W szybownictwie natomiast, przewyższenie oznacza różnicę pomiędzy najniższą wysokością lotu samodzielnego szybowca, a największą wysokością uzyskaną w trakcie danego lotu. Najniższa wysokość lotu samodzielnego może być wysokością wyczepienia szybowca, jeśli szybowiec od tej chwili się tylko wznosi, lub najniższą wysokością, na której znalazł się szybowiec w trakcie samodzielnego lotu (szybowiec po wyczepieniu, w locie ślizgowym, w dowolnej fazie lotu może zejść poniżej wysokości wyczepienia). Podobnie po starcie z lin gumowych lub starcie grawitacyjnym szybowiec może znaleźć się poniżej wysokości startu i od tej najniższej wysokości do najwyższej wysokości uzyskanej w danym locie liczy się wysokość przewyższenia. Przwyższenie w szybownictwie nie oznacza zatem zawsze różnicy wysokości pomiędzy wysokością, na której rozpoczęty został samodzielny lot, a najwyższą wysokością uzyskaną w danym locie.
W Kolarstwie przewyższenie odnosi się do sumy wszystkich podjazdów na trasie wyścigu. Jest kluczowym czynnikiem wpływającym na trudność etapu i strategię zawodników, zwłaszcza w wyścigach wieloetapowych, takich jak Tour de France czy Giro d’Italia.
Tego określenia używa się również w kolarstwie, zwłaszcza na etapach przebiegających w górach lub w wyścigach jednodniowych.
Przewyższenie w geografii ma znaczenie przy ocenie rzeźby terenu i pokazuje „ile razy zwiększona została wysokość, aby uwydatnić formy terenu”. Można to określić jako stosunek skali pionowej do skali poziomej.